# Being Human
Being Human er en britisk tv-serie skabt af Toby Whithouse. Seriens første sæson debuterede på BBC Three den 25. januar 2009, med et pilotafsnit den 18. februar 2008.
Hovedrollerne spilles af Aidan Turner, Russell Tovey og Lenora Crichlow, som tre tilsyneladende unge mennesker, der deler et hus i Totterdown, Bristol, hvor de forsøger at leve et normalt liv, skønt de er henholdsvis en vampyr, en varulv og et spøgelse.